# 南山町 (瀬戸市)
南山町（みなみやまちょう）は、愛知県瀬戸市效範連区の町名。現行行政地名は南山町1丁目から3丁目。

## 地理
- 瀬戸市の西部に位置する[8]。西を西山町、北を東山町、東を松原町、南を平町・田端町・川北町と隣接している[8]。
- 平地には小売店・飲食店が分布し、丘陵斜面は新興住宅地[8]。

### 学区
市立小・中学校に通う場合、学区は以下の通りとなる。また、公立高等学校普通科に通う場合の学区は以下の通りとなる。
| 町丁・丁目  | 番・番地等 | 小学校             | 中学校             | 高等学校 |
| ----------- | ---------- | ------------------ | ------------------ | -------- |
| 南山町1丁目 | 全域       | 瀬戸市立效範小学校 | 瀬戸市立南山中学校 | 尾張学区 |
| 南山町2丁目 | 全域       | 瀬戸市立效範小学校 | 瀬戸市立南山中学校 | 尾張学区 |
| 南山町3丁目 | 全域       | 瀬戸市立效範小学校 | 瀬戸市立南山中学校 | 尾張学区 |

なお、南山町全域において特定区域における校区外通学が認められており、申請をすれば瀬戸市立東山小学校への進学も可能である。

## 歴史

### 町名の由来
この辺りは、旧今村字浦山と呼ばれていた。町名設定の際、浦山地区を三分割し、南方に当たるこの地を南山町としたと推察される。

### 沿革
- 1943年（昭和18年）8月9日 - 瀬戸市大字今字浦山・横山・平の各一部により、同市南山町として成立[2]。
- 1966年（昭和41年）3月10日 - 1・2丁目を設置[12]。1丁目に平町の一部を、2丁目に效範町・松原町・横山町の各一部をそれぞれ編入する[12]。
- 1968年（昭和43年）4月15日 - 3丁目を設置[13]。南山町の一部が松原町2丁目・東山町1丁目となり、南山町の一部を西山町1丁目に編入[13]。

## 世帯数と人口
2024年（令和6年）1月1日現在の世帯数と人口は以下の通りである。
| 町丁・丁目  | 世帯数  | 人口    |
| ----------- | ------- | ------- |
| 南山町1丁目 | 254世帯 | 610人   |
| 南山町2丁目 | 183世帯 | 436人   |
| 南山町3丁目 | 265世帯 | 669人   |
| 計          | 702世帯 | 1,715人 |

### 人口の変遷
国勢調査による人口の推移
| 1995年（平成7年）  | 1,222人 | [ 14 ] |  |
| 2000年（平成12年） | 1,588人 | [ 15 ] |  |
| 2005年（平成17年） | 1,632人 | [ 16 ] |  |
| 2010年（平成22年） | 1,744人 | [ 17 ] |  |
| 2015年（平成27年） | 1,771人 | [ 18 ] |  |
| 2020年（令和2年）  | 1,840人 | [ 19 ] |  |

### 世帯数の変遷
国勢調査による世帯数の推移。
| 1995年（平成7年）  | 404世帯 | [ 14 ] |  |
| 2000年（平成12年） | 519世帯 | [ 15 ] |  |
| 2005年（平成17年） | 547世帯 | [ 16 ] |  |
| 2010年（平成22年） | 601世帯 | [ 17 ] |  |
| 2015年（平成27年） | 610世帯 | [ 18 ] |  |
| 2020年（令和2年）  | 690世帯 | [ 19 ] |  |

## 交通

### 鉄道
町内に鉄道は走っていない。最寄り駅は名鉄瀬戸線水野駅・三郷駅になる。

### バス
瀬戸市コミュニティバス「こうはん線」
- イオン瀬戸みずの店 - 東山町 - 陶生病院 系統 ： 南山町3丁目バス停

- 南山町3丁目バス停

### 道路
町内に国道・県道は通っていない。

## 施設
- こうはん保育園[8] ： 1964年（昭和39年）10月1日に開園し[20]、2015年（平成27年）4月より公設民営園として、株式会社ニチイ学館が運営管理を行っている[21]。定員は100名で、障害児の保育にも対応[22]。
- アートチャイルドケア瀬戸南山保育園 ： 2015年4月1日に開園[23]。保育対象年齢は0歳から5歳で定員は130名[23]。
- 瀬戸サレム教会 ： 1950年（昭和25年）ノルウェーから来日した宣教師により開拓されたプロテスタントキリスト教会[24]。
- 世界平和統一家庭連合 瀬戸家庭教会 ： 宗教法人。全国に284ある家庭教会のうちの1つ[25]。
- 瀬戸南山郵便局[8] ： 窓口は平日のみ、ATMは土曜も営業[26]。駐車場は7台[26]。
- 医療法人青山病院[8] ： 1958年（昭和33年）7月1日開設[27]。診療科目は、内科・胃腸科・外科など10科[27]。全病床数は89床を数える総合病院[27]。
- 南山公園[8] ： 1丁目の中央部にある公園。ブランコ・すべり台があり、敷地内に南山町児童図書館がある。
- 根の鼻公園[8] ： 2丁目の西部にある公園。ブランコ・すべり台・鉄棒・シーソー・ジャングルジムがある。
- セントラル広場 ： 3丁目の北部にある小さな公園。2つの公園が上下につながった構造をしており、すべり台・鉄棒・スプリング遊具がある。
- グリーンヒルズ広場 ： 3丁目の北東部にある小さな公園。すべり台・鉄棒・スプリング遊具がある。
- サウス広場 ： 3丁目の中央部にある小さな公園。すべり台・鉄棒がある。

- こうはん保育園
- アートチャイルドケア瀬戸南山幼稚園
- 瀬戸サレム教会
- 世界平和統一家庭連合 瀬戸家庭教会
- 瀬戸南山郵便局
- 医療法人青山病院
- 南山公園
- 根の鼻公園
- セントラル広場
- グリーンヒルズ広場
- サウス広場

## その他

### 日本郵便
- 郵便番号 ： 489-0986[6]（集配局：瀬戸郵便局[28]）。